# Escuderos
Escuderos de Valdelucio es una localidad del municipio burgalés de Valle de Valdelucio, en la Comunidad Autónoma de Castilla y León (España). 

## Localidades limítrofes
Confina con las siguientes localidades:
- Al norte con Villaescobedo.
- Al noreste con Llanillo y Mundilla.
- Al este con Corralejo.
- Al sureste con La Riba de Valdelucio.
- Al noroeste con Quintanas de Valdelucio.

## Demografía
Evolución de la población
| Gráfica de evolución demográfica de Escuderos entre 2000 y 2017    |
|                                                                    |
| Población de derecho (2000-2017) según el padrón municipal del INE |

## Historia
Así se describe a Escuderos en el tomo VII del Diccionario geográfico-estadístico-histórico de España y sus posesiones de Ultramar, obra impulsada por Pascual Madoz a mediados del siglo XIX:

lugar en la provincia, diócesis, audiencia territorial y capitanía general de Burgos (10 leguas), partido judicial de Villadiego (4 ½), ayuntamiento de Quintana deValdelusio; Situado en una llanura, combatido de todos los vientos; el clima es algo frío y húmedo, pero muy saludable, no pa-deciéndose enfermedad alguna endémica. Tiene 8 casas; iglesia parroquial bajo la advocación de San Juan; buenas aguas para el consumo del vecindario. Confina el término N La Riba; S Llanillo, y O Ranedo de la Escalera. El terreno es arenisco, delgado y bastante fértil; los caminos son de pueblo a pueblo. Producciones: trigo, morcajo, cebada, avena, yeros y varias especies de legumbres, vino chacolí, buena fruta, algún arbolado y toda clase de ganado aunque en corto número. Industria: la agrícola. Población: 7 vecinos, 21 almas. Capital productivo: 169.310 reales. Imponible: 16.600. Contribución: 758 reales 9 maravedíes.
Diccionario geográfico-estadístico-histórico de España y sus posesiones de Ultramar